# Marmaverken
Marmaverken est une localité de Suède dans la commune de Söderhamn située dans le comté de Gävleborg.
Sa population était de 344 habitants en 2019.